# Лассе Віртанен
Лау́рі Йога́ннес Ла́ссе Ві́ртанен (фін. Lauri Johannes "Lasse" Virtanen, 3 серпня 1904, Ускела (нині частина міста Сало) — 8 лютого 1982, Турку) — фінський легкоатлет, олімпійський медаліст. Старший брат борця, бронзового призера літніх Олімпійських ігор 1936 року Ейно Віртанена.

## Життєпис
Лаурі «Лассе» Віртанен мав такі місця на подіумах престижних змагань: третє на Олімпійських іграх 1932 року з бігу на 5000 метрів та третє на тій же Олімпіаді з бігу на 10000 метрів. На чемпіонаті Європи 1934 року у бігу на 5000 метрів він фінішував четвертим.
Особисті рекорди:
- 5000 метрів — 14:36,8 (1932);
- 10000 метрів — 30:30,7 (1933);
- марафон — 2-48:53 (1935).

## Виступи на Олімпіадах
| Олімпіада         | Дисципліна           | Місце |
| ----------------- | -------------------- | ----- |
| Лос-Анджелес 1932 | біг на 5000 метрів   | 3     |
| Лос-Анджелес 1932 | біг на 10 000 метрів | 3     |
| Лос-Анджелес 1932 | марафонський біг     | AC    |